# Mathias Tegnér
Christer Mathias Tegnér, född 11 april 1979 i Katarina församling i Stockholm, är en svensk politiker (socialdemokrat). Han är ordinarie riksdagsledamot sedan 2018 (dessförinnan tjänstgörande statsrådsersättare 2014–2015 och 2016–2018), invald för Stockholms läns valkrets. I riksdagen är han ledamot i skatteutskottet och EU-nämnden sedan 2022 (han var även ledamot i nämnden 2016–2018). Han var ledamot i näringsutskottet 2018–2022.

## Biografi
Tegnér är uppväxt i Tyresö kommun. Han gick med i SSU som 15-åring och har varit kommunalpolitiskt aktiv i kommunen och bland annat varit ledamot av kommunfullmäktige i Tyresö sedan 1998. Under sin uppväxt har Tegnér spelat ishockey i Hanvikens SK och Huddinge Hockey. Vidare har han varit ishockeydomare sedan 1993, där han främst har varit huvuddomare i division 2. Tegnér blev 2015 styrelseledamot i Stockholms Ishockeyförbund och sedan 2021 är han dess ordförande.
Tegnér är civilekonom och har en Master of Science in Business and Administration från Handelshögskolan i Stockholm samt en fil. kand. i historia från Stockholms universitet. Han var också ordförande i den socialdemokratiska studentklubben på Handelshögskolan, SEK, åren 2006–2007. I slutet av 00-talet började Tegnér att arbeta som ekonom på Hennes & Mauritz AB och 2010–2013 verkade han som ekonomichef för Hennes & Mauritz Sverige. 
I oktober 2014 blev Tegnér statsrådsersättare för Ibrahim Baylan. Tegnér är också ledamot i Tyresö Bostäders styrelse sedan 2007 och ledamot i Socialstyrelsens Rättsliga råd, sedan 2015.
Den 18 mars 2025 tilldelades Mathias Tegnér ett pris genom ett Certifikat av Klement Gu, Taiwans diplomatiska representation i Sverige, för ett ”exceptionellt engagemang och ovärderliga ansträngningar för att stärka bilaterala förbindelser och främja ömsesidigt samarbete mellan Taiwan och Sverige."